# Imre Thököly

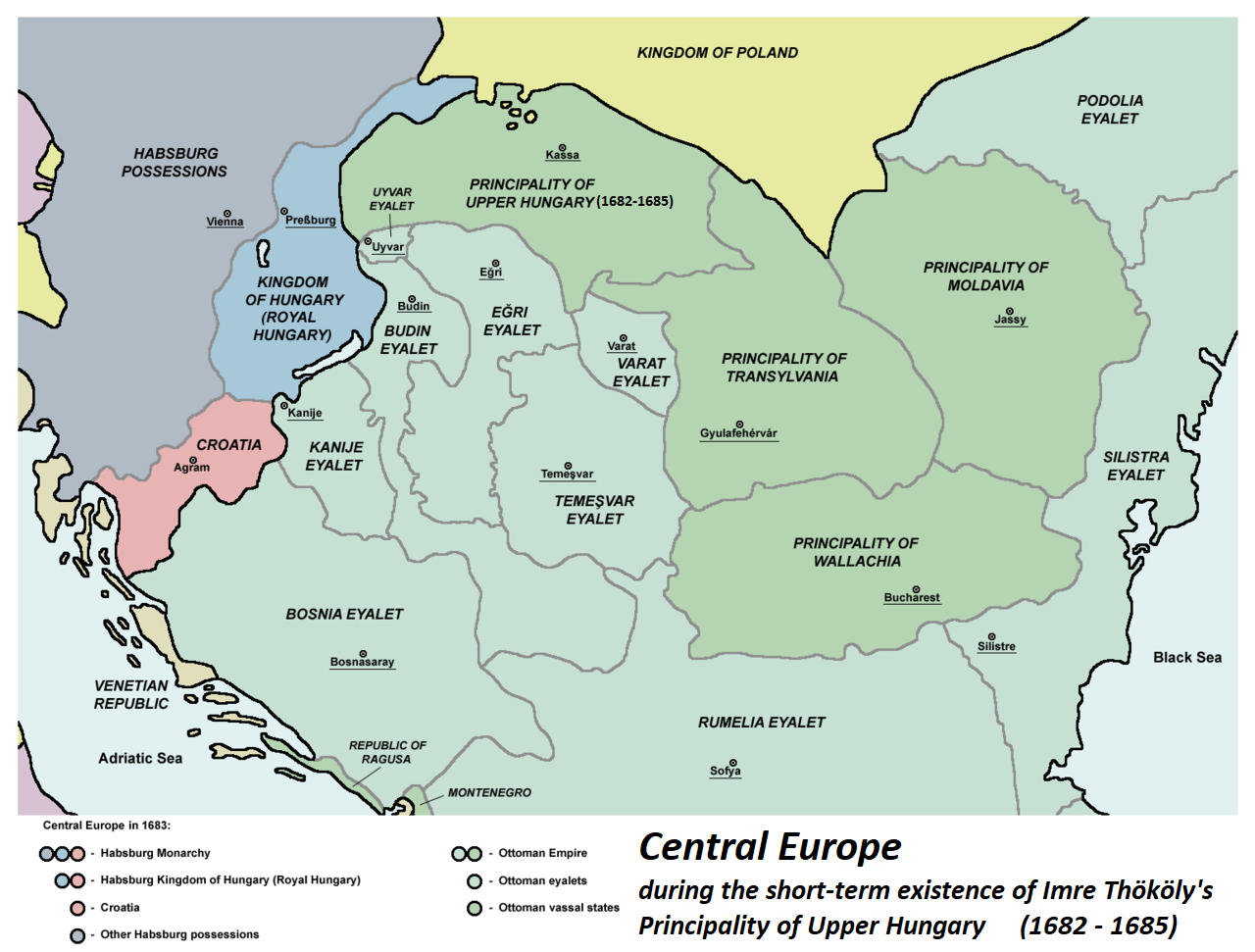

Imre Thököly (pol.: Emeryk Thököly, w dawniejszych źródłach również Emeryk Tekieli; ur. 25 września 1657 w Kieżmarku, zm. 13 września 1705 w Nikomedii, dzisiaj Izmit) – węgierski magnat, polityk, przywódca powstania antyhabsburskiego, zwanego powstaniem kuruców. Przez wrogów przezywany ironicznie z węgierska tót király („słowacki król”) albo kuruc király (król kuruców). Syn Štefana, zarządcy Komposesoratu Orawskiego.
Od 1678 nosił tytuł księcia Górnych Węgier (dzisiaj wschodnia Słowacja). 16 września 1682 r. pod murami fiľakovskiego zamku został koronowany na króla Górnych Węgier. Budziński pasza Uzun Ibrahim w obecności ok. 6 tysięcy przedstawicieli stanu szlacheckiego wręczył mu insygnia władzy królewskiej. W czasie bitwy pod Wiedniem w 1683 r. współdziałał z armią turecką. We wrześniu 1690 został księciem Siedmiogrodu. Rok później, w 1691 został stamtąd wyparty przez Habsburgów.
Jego żoną była Helena Zrinska (węg. Zrínyi Ilona), córka chorwackiego bana Petara Zrinskiego (węg. Zrínyi Péter), wodza, polityka i pisarza, wdowa po Franciszku I Rakoczym.